# Временное правительство Мексики
Высшая исполнительная власть Мексики (исп. Supremo Poder Ejecutivo de México) — орган, управлявший территорией Мексики с 1 апреля 1823 года по 10 октября 1824 года, в период между падением Первой Мексиканской империи и образованием Первой Мексиканской республики.

## Предыстория
27 сентября 1821 года Кордовским договором была признана независимость вице-королевства Новая Испания. Новое государство получило название Мексиканская империя, императором стал Агустин Итурбиде.
Император вскоре разогнал Конституционный конгресс. Его авторитарные действия и неспособность справиться с возникающими проблемами привели к заговорам, и в итоге к отречению Итурбиде и воссозданию Конституционного конгресса.

## Деятельность Временного правительства
31 марта 1823 года для управления страной Конституционный конгресс избрал триумвират в составе Николаса Браво Руэда, Гуадалупе Виктории и Педро Селестино Негрете. В связи с тем, что Браво и Виктория в тот момент отсутствовали в столице, для их замены были избраны Мигель Домингес и Хосе Мариано Мичелена. Временная исполнительная власть была создана для того, чтобы призвать бывшие провинции, а ныне — Свободные Штаты, к созданию Федеральной республики, а также организовать выборы нового Конституционного конгресса.
Новое правительство сразу же столкнулось с трудностями. Центральноамериканские провинции предпочли не входить в состав Мексики, а образовали своё государство — Соединённые Провинции Центральной Америки. Провинции Оахака, Юкатан, Халиско и Сакатекас провозгласили независимость. Продолжали свою деятельность сторонники Итурбиде, случались происпанские восстания. Тем не менее 5 ноября 1823 года новый Конституционный конгресс был создан. 31 января 1824 года был издан декрет о создании Конституционного акта Мексиканской федерации. 1 апреля 1824 года черновой вариант Конституции был представлен для обсуждения, и 3 октября 1824 года Конституция была принята. 4 октября 1824 года было официально образовано новое государство — Соединённые штаты Мексики. 10 октября 1824 года Гуадалупе Виктория стал первым президентом Мексики.